# Yên Phong, Thái Nguyên
Yên Phong là một xã nằm ở phía tây của tỉnh Thái Nguyên, Việt Nam.

## Địa lý
Xã Yên Phong có vị trí địa lý:
- Phía đông giáp xã Bạch Thông và xã Thanh Mai
- Phía tây giáp xã Chợ Đồn và xã Nghĩa Tá
- Phía nam giáp xã Kim Phượng và xã Lam Vỹ
- Phía bắc giáp xã Bạch Thông và xã Chợ Đồn

Xã Yên Phong có diện tích 115,98 km², dân số năm 2025 là 7.379 người. Xã thuộc vùng đầu nguồn của sông Phó Đáy.

## Lịch sử
Năm 2020, Ủy ban Thường vụ Quốc hội ban hành nghị quyết về việc sắp xếp các đơn vị hành chính cấp xã thuộc tỉnh Bắc Kạn, theo đó sáp nhập 16,26 km² diện tích tự nhiên và 653 người của xã Phong Huân với xã Yên Nhuận (diện tích 29,14 km², dân số là 2.013 người) thành xã Yên Phong.
Tháng 6 năm 2025, xã Yên Phong được thành lập trên cơ sở nhập toàn bộ diện tích tự nhiên, quy mô dân số của xã Đại Sảo (diện tích tự nhiên là 32,58 km², dân số là 2.253 người), xã Yên Mỹ (diện tích tự nhiên là 36,97 km², dân số là 1.764 người) và xã Yên Phong (diện tích tự nhiên là 46,43 km², dân số là 3.362 người) của huyện Chợ Đồn. Trụ sở làm việc của xã nằm tại xã Yên Phong cũ.

## Hành chính
Đến năm 2019, xã Yên Nhuận có 12 thôn là Bản Quăng, Đon Mạ, Bản Noỏng, Pác Đá, Bản Lanh, Pác Toong, Pác Là, Khuân Toong, Phiêng Quắc, Bản Lẹng, Khau Toọc, Bản Tắm.
Xã Phong Huân có sáu thôn là Bản Cưa, Nà Tấc, Pác Cộp, Nà Chợ, Nà Mạng, Khuổi Xỏm.
Xã Đại Sảo có bảy thôn là Nà Luông, Nà Khảo, Bản Sáo, Nà Ngà, Bản Loon, Nà Lại, Trung Tâm.
Xã Yên Mỹ có tám thôn là Nà Lẹng, Ủm Đon, Phiêng Dìa, Pác Khoang, Bản Vọng, Bản Lự, Nà Giỏ, Khuổi Tạo.